# Стрєльнинсько-Петергофська операція
Стрєльнинсько-Петергофська операція — здійснювалася силами Ленінградського фронту та Балтійського флоту в часі з 5 по 10 жовтня 1941 року на початковому етапі битви за Ленінград.

## Передуючі події, планування операції та поставлені завдання
16 вересня підрозділи нацистської групи армій «Північ» пробиваються від Красного Села до узбережжя Фінської затоки, відрізавши Оранієнбаум та 8-му армію (генерал Трифон Шевалдін), що тут тримала оборону, від Ленінграда, оборону даного напряму здійснювала 42-га армія (генерал Іван Федюнінський). 17 вересня німецькі сили займають Стрєльну, по Волхонці мотоциклісти вийшли до кільцевої зупинки 36-го трамваю; 23-го — Петергоф; таким чином виникає загроза знищення головної бази Балтійського флоту — Кронштадта. 8-ма армія, що при відступі з Естонії в боях втратила велику кількість особового складу та опинилася затиснутою на березі затоки біля Оранієнбаума, із великими складнощами стабілізує лінію фронту по Троїцькому струмку — Англійському ставку — Гостиліцькому шосе; підрозділи 42-ї армії тримали оборону східніше Урицька.
1 жовтня командуючий Ленінградським фронтом Георгій Жуков наказує силам 8-ї та 42-ї армій перейти в наступ із завданням розбити нацистське Стрєльнінсько-Петергофське угрупування та розблокувати Оранієнбаумський плацдарм; по його вимозі на допомогу арміям планується висадження двох морських десантів біля Стрєльни та у Петергофського нижнього парку. Армії за сприяння флоту повинні були зустрічними ударами на Новий Петергоф та Стрєльну розбити німецьке угрупування й відкинути частини 18-ї армії за Ропшинське шосе. Десанти мали завданням розділити клини німецьких військ, відтягти на себе сили та ударами з тилу допомагати приморським з'єднанням наступаючих армій у прориві оборони противника.
Виконувати головний наступ доручалося 3 стрілецьким дивізіям 8-ї армії, котрі напередодні зазнали значних втрат. 11-та стрілецька дивізія (генерал Володимир Щербаков), посилена танковим полком, мала провести головний охоплюючий удар від Англійського ставка у напрямі ставка Ольгиного та собору Петра і Павла. 10-та стрілецька дивізія (командир — полковник Іван Романцов), посилена 76-м Латиським особливим стрілецьким полком та двома батальйонами 2-ї бригади морської піхоти, мала здійснювати допоміжний удар — від Троїцького струмка на Гранильну фабрику і Великий палац. 191-ша стрілецька дивізія (підполковник Віктор Грецов) мала забезпечувати наступ з півдня, діючи в напрямі Єгерської слободи та далі на схід вздовж залізниці. Загалом на відтинку наступу 8-ї армії мало наступати близько 3000 червоноармійців при 28 танках, з них — 5 Т-34 та КВ-2, решта — легкі застарілі Т-26 й БТ.
Німецька 291-ша піхотна дивізія (генерал Курт Херцог) 18-ї армії з приданими підрозділами обороняла напрям Петергофа; по своїй чисельності вона мало поступалася наступаючим військам радянської 8-ї армії. Нацистські сили за 3 тижні встигли спорудити сильні оборонні позиції глибиною до 2 кілометрів, що складалися із вогневих точок, окопів та траншей, котрі прикривалися мінними полями й дротяними загородженнями. Радянські війська не мали можливості здійснити прорив оборони хоч би з огляду на значну нестачу артилерії та набоїв, схожа ситуація була й на планованій ділянці наступу 42-ї армії, додатковий негативний момент створив проведений 3 жовтня розвідувальний десант на Пішмаш із плачевним вислідом, нацисти звернули увагу на місце планованого радянського наступу.

## Перебіг операції
Близько 5-ї години ранку 5 жовтня після короткочасного артилерійського обстрілу підрозділи 8-ї армії починають атаку; наступ відбувався під безперервним артилерійським, кулеметним та мінометним вогнем. До кінця дня дивізія змогла вклинитися у німецьку оборону східніше Оранієнбаумського шосе на 300—400 метрів, перейняла контроль над однією з будов Гранильної фабрики на ближніх підступах до Нижнього парку Петергофа. Подальші спроби наступу наражалися на сильний зустрічний вогонь, наступаючі зазнали великих втрат. Частини 42-ї армії, що перейшли в наступ одночасно з 8-ю армією, досягли ще менших результатів.
Рівночасно на світанку 5 жовтня з катерів Балтійського флоту висаджуються Петергофський та Стрєльнинський десанти. Десанти групи були мало малочисельними, погано вкомплектованими, недостатньо озброєні, дії армійського та флотського керівництва неузгоджені, тому, незважаючи на героїзм десантників, не було надано допомоги наступаючим сухопутним частинам — заблоковані відразу після висадження. Петергфський десант до 7 жовтня загинув практично у повному складі, Стрєльнинський із великими втратами зміг пробитися через лінію фронту.
Протягом 6 — 9 жовтня радянські частини здійснили кільканадцять спроб наступати, ні одна з них не була успішною, просування вглиб зайнятої нацистами території не було. Німецькі сили поспішно посилюють охорону, створюють нові загородження, 8 жовтня до бою вводяться нові частини. Радянська спроба танкового прориву смуги німецької оборони з позицій 42-ї армії — 32 КВ 124-ї танкової бригади (керував майор Лукашин Н. Р. (Лукащик)) зі стрільцями на броні — призвела до загибелі спрямованого в атаку танкової бригади, піхота пройти не змогла через щільний зустрічний вогонь, ; до вечора 9 жовтня повернулося пішки 3 танкісти. 10 жовтня щойно призначений виконувач обов'язків командуючого Ленінградським фронтом Федюнінський наказує припинити спроби наступу.

## Висновки
План наступальної операції не був пропрацьований; той, котрий був, зводився до виконання завдань по зайняттю окремих пунктів; дивізії, що здійснювали спроби наступу, не мали досвіду долання позиційної оборони, атаки здійснювалися «в лоб». Не була відлагоджена співпраця видів та родів військ. Підготовка до операції здійснювалася в дуже стиснені терміни — з 1 по 4 жовтня; частини, що мали наступати, були недоукомплектовані — загальна чисельність виділених до операції 3-х дивізій 8-ї армії загалом була меншою за штатну чисельність однієї дивізії, відсутніми були в необхідній кількості артилерійські сили — на обидві армії 111 польових гармат, відчувалася нестача набоїв.
Слабкою була взаємодія армійських частин та флоту, потужна артилерія Кронштадтської фортеці, та кораблів в Кронштадті проводили вогонь епізодично, не маючи розвідувальних даних, здійснювали удари по тилах оборони противника, а не атакованих ділянках. Десанти після висадження не підтримувалися діями флоту, авіаційна підтримка теж була надто слабкою.
Втрати радянських військ в ході операції не встановлені, однак є з'явно більшими за німецькі. Однак, на думку радянського керівництва, здійснення операції примусило противника терміново посилити свої частини на цьому відтинку, відвівши підрозділи частково від Оранієнбаума. Робився висновок, що, можливо, через це нацистське керівництво відмовилося від проведення наступальної операції по ліквідації Оранієнбаумського плацдарму.
Загалом тільки в п'яти десантах загинуло та було полонено 1491 червоноармійця, потоплено 4 катери та 2 шлюпки. Через невдалий вислід операція майже не згадувалася в радянських джерелах; 1969 року вийшла книга В. Азарова та А. Зіначова «Живі, співайте про нас!», 1978-го вилучена з бібліотек та внесена до списку заборонених.